# Spedizione Oltre

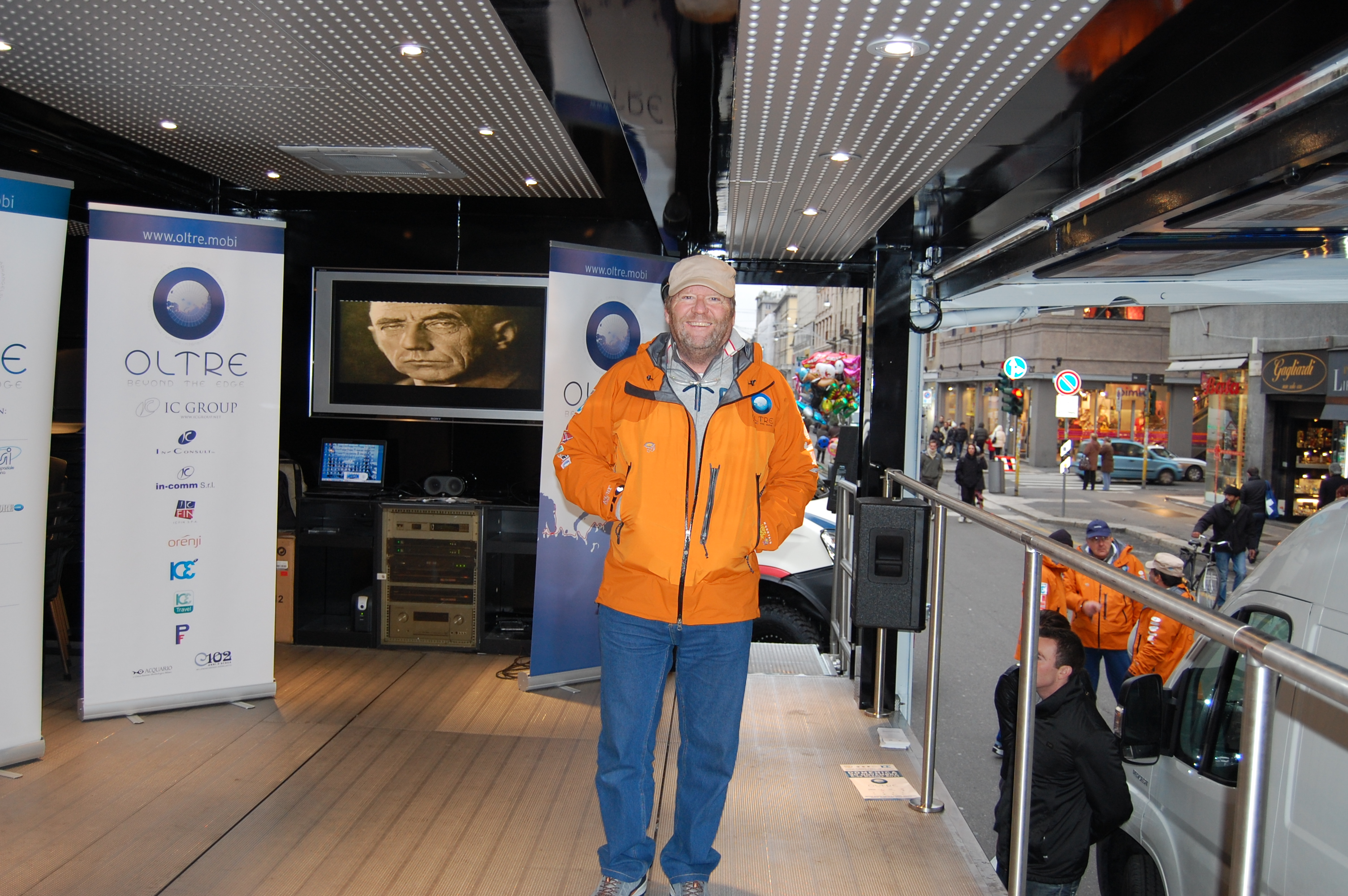
Petter Johannesen durante la presentazione dei mezzi a Milano

La Spedizione Oltre (conosciuta anche come Spedizione Oltre-Beyond the Edge) 2008-2009 è stata una missione polare italo-norvegese ideata da Petter Johannesen (pronipote dell’esploratore Roald Amundsen, primo uomo a raggiungere nel 1911 il Polo Sud) e Gianni Maccagni, partita da Milano con l’intento di effettuare per la prima volta il passaggio a Nord-est via terra, a bordo di veicoli a motore che avrebbero dovuto percorrere il tragitto da Capo Nord in Norvegia, fino a giungere a Uėlen sullo stretto di Bering a oltre 10000 km di distanza, ma venne interrotta per problemi di natura tecnica, quando arrivarono nel villaggio siberiano di Pečora (65°42'00.0"N 52°28'00.0"E) a ridosso dei monti Urali. 
La spedizione si proponeva diversi obbiettivi, tra cui la volontà di ripercorrere il passaggio a Nord-Est effettuato 90 anni prima via mare dall’esploratore Roald Amundsen, avvalendosi di un equipaggio esperto (tra cui scienziati e alpini dell’Esercito Italiano), ma anche coinvolgendo, grazie ad un annuncio apparso sul Corriere della Sera, molti partecipanti che non avevano mai avuto nessun tipo di esperienza in ambienti polari.

## Obiettivi della spedizione

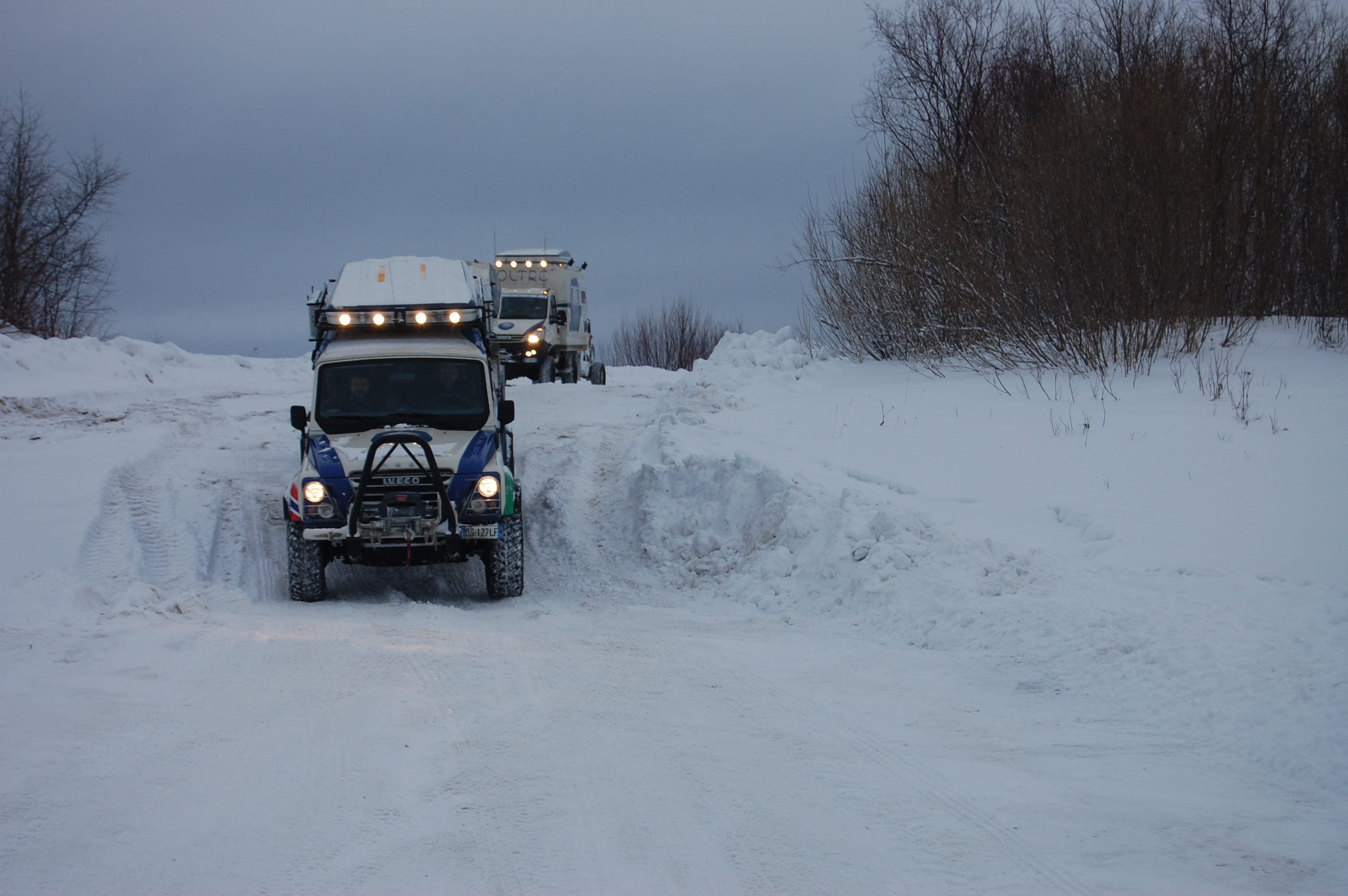
Veicoli nella taiga siberiana

Gli obiettivi della spedizione erano molteplici tra cui:
- La volontà di effettuare il passaggio a nordest 90 anni dopo Roald Amundsen.
- Effettuare il passaggio via terra con mezzi a motore (a oggi resta un’impresa mai riuscita), attraversando anche zone prive di strade.
- Studiare l’atmosfera grazie a diverse strumentazioni scientifiche del Cnr. Tra i componenti dell’equipaggio era presente anche uno scienziato del Cnr.
- La spedizione partì durante l’inverno artico e fu costantemente monitorata dal Professor Giampaolo Perna ed il suo team del reparto psichiatrico del San Raffaele di Milano che analizzavano i dati sui disturbi e le privazioni del sonno in un ambiente con pochissime ore di luce durante il giorno

## Pianificazione della spedizione
Petter Johannesen e Gianni Maccagni impiegarono 1 anno per pianificare la Spedizione e ricercare partners ed i fondi necessari.
Sicuramente la posizione di entrambi aiutò molto in un primo momento, Petter Johannesen è Console onorario in Italia per la Namibia e Gianni Maccagni opera nel settore della Comunicazione, dopo aver maturato molti anni di esperienza all’interno del motomondiale, ma l’inizio della Grande Recessione iniziata proprio in quegli anni, portò molti partners e fornitori a ritrattare gli accordi iniziali per la sponsorizzazione della spedizione Oltre. Alcuni si ritirarono, altri decisero di ridurre drasticamente la loro partecipazione. Questa situazione non precluse la partenza, ma influì molto sulla pianificazione e sulla Spedizione stessa.
Venne trovato un accordo con Iveco che divenne fornitore ufficiale dei mezzi, concedendo l’utilizzo di n.2 Iveco Daily e n.4 Iveco Massif modificati per poter operare in ambiente artico.
Molto importante fu la collaborazione con gli Alpini dell’Esercito Italiano di stanza a La Thuile comandati dall’allora Maggiore Patrick Farcoz, che in un primo momento si offrirono di prestare aiuto, insieme all’agenzia di comunicazione CreAttività di Simone Bandini Buti , per poter selezionare e formare il resto dell’equipaggio, ma vista la natura della spedizione, successivamente fu proposto a entrambi i gruppi di far parte dell’equipaggio che sarebbe partito. Entrambi accettarono, coinvolgendo parte del loro staff.
Tra i più importanti sponsor vi furono Yokohama per la fornitura di pneumatici, Telespazio e l’Asi (Agenzia Spaziale Italiana) per le telecomunicazioni via satellite, Canon per la fornitura di attrezzature fotografiche, Maggiolina che si occupò di fornire le tende dove avrebbe dormito l’equipaggio, posizionate sopra i veicoli, ma arrivarono anche generose forniture di materiale tecnico da parte di Rottapharm Madaus, Adidas, Scarpa e Arnaboldi. Si unirono sponsorizzazioni istituzionali come Provincia di Milano, Regione Lombardia, Senato della Repubblica, e si aggiunsero collaborazioni con il Cnr, Polarnet, WWF, Il Sole 24 Ore.

## L’equipaggio
Il 28 luglio 2008 venne pubblicata sul Corriere della Sera un’intervista a Petter Johannesen, che utilizzò lo stesso metodo adottato quasi un secolo prima da Ernest Shackleton per la spedizione Endurance, facendo il seguente annuncio “Venite con me nell’artico: sono un discendente dell’esploratore Roald Amundsen, il primo uomo che a bordo di una nave effettuò il passaggio a Nord-Est. 90 anni dopo ripeteremo l’impresa a bordo di fuoristrada Iveco equipaggiati in modo da fronteggiare le condizioni climatiche del gelido inverno nordico. Percorreremo oltre 10.000 km sul pack siberiano da Capo Nord, fino allo stretto di Bering, con un equipaggio di 50 persone che porterà nell’Artico un pezzetto di Milano. Chi vuole fare un pezzo di strada con noi, ci contatti sul nostro sito web”
Giunsero quasi 700 candidature e di queste, furono selezionati e scelti 12 partecipanti che nella loro vita svolgevano normali lavori come commercialista, meccanico, impiegato, imprenditore, geometra.

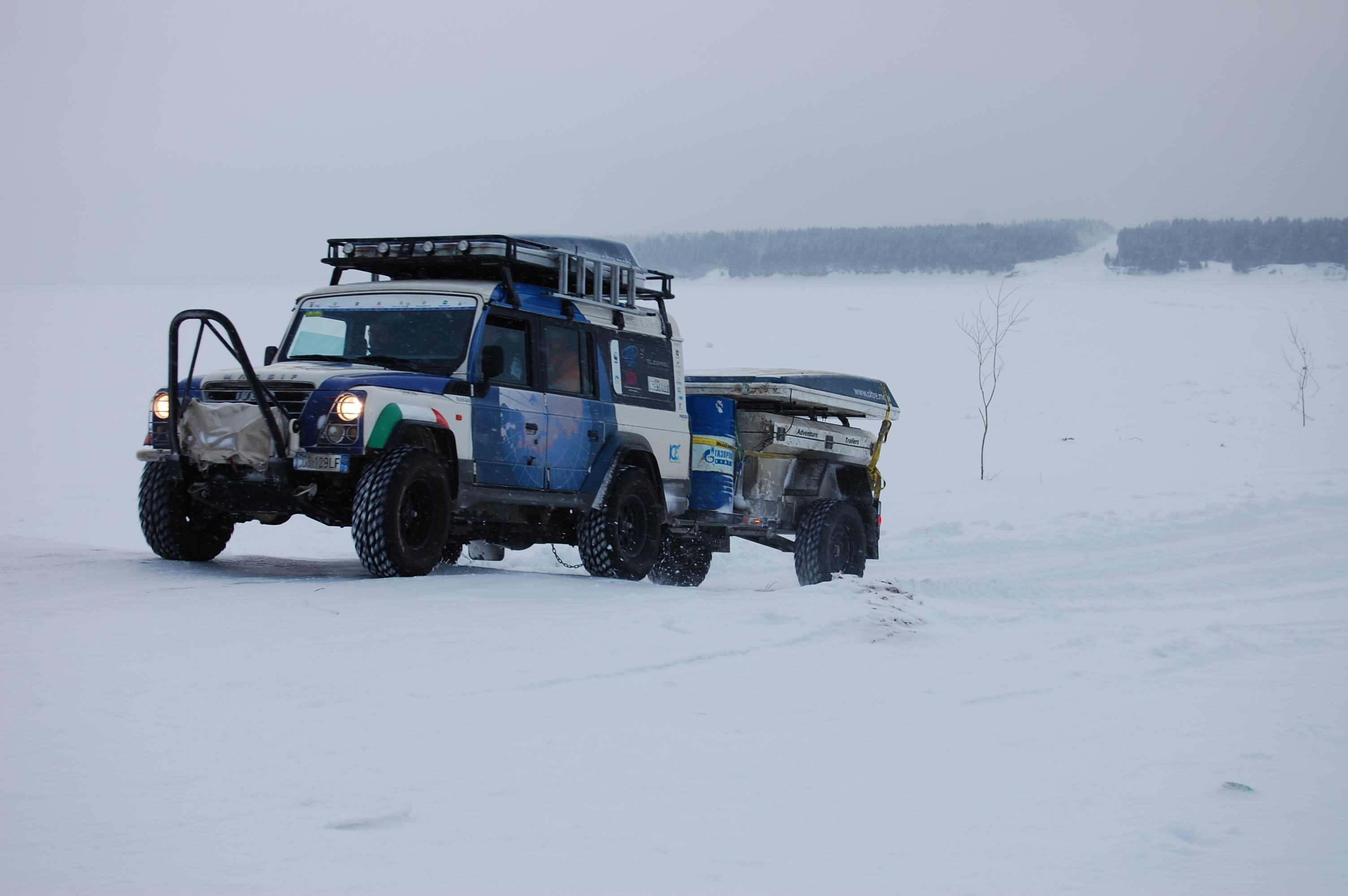
Un Iveco Massif

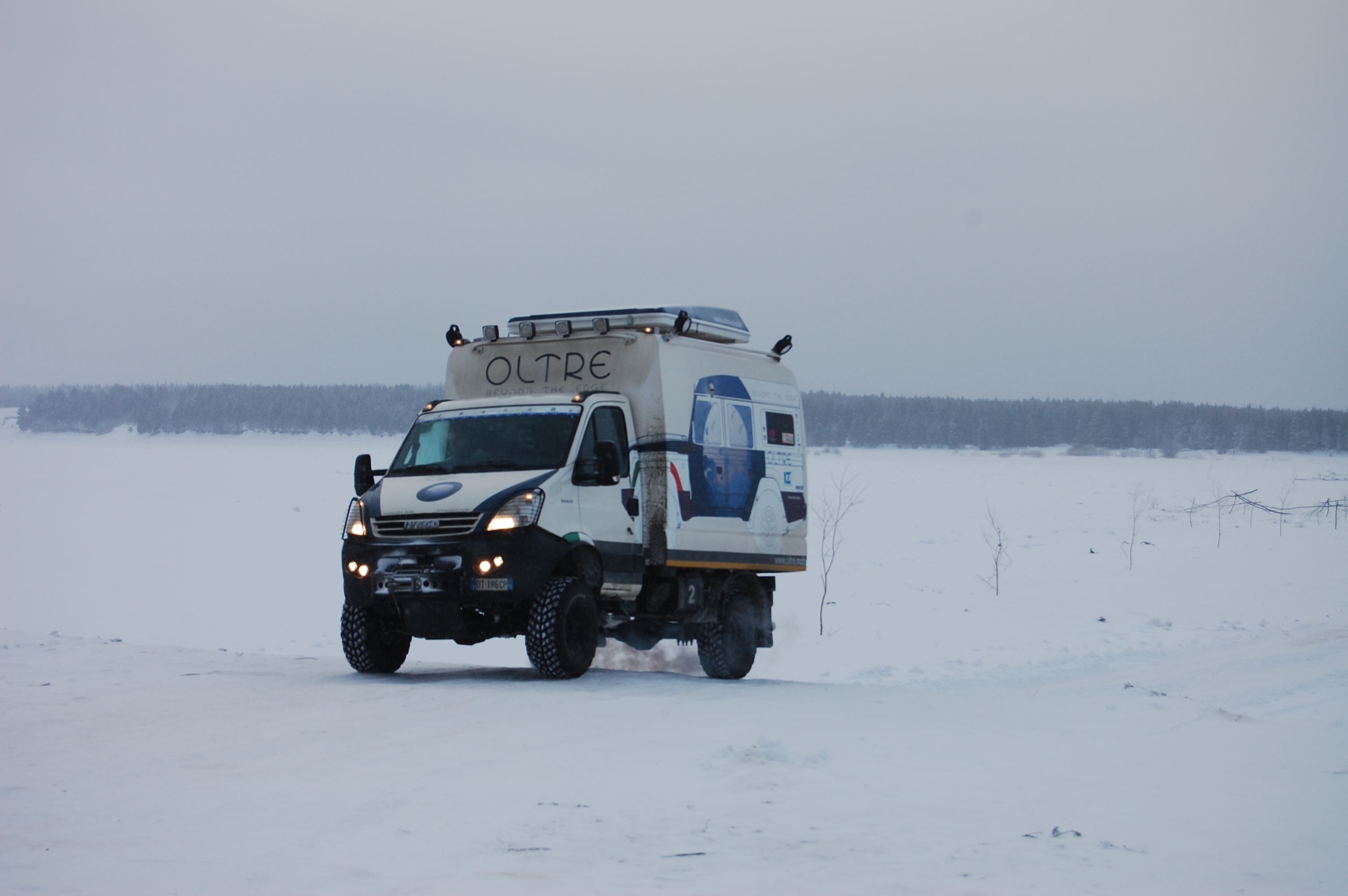
Un Iveco Daily

## I mezzi
Per affrontare le zone artiche, vennero scelti ed allestiti direttamente dalla casa madre Iveco negli stabilimenti di Torino, sotto la supervisione dell’organizzazione della spedizione, n.4 fuoristrada Iveco Massif ed n.2 Iveco Daily cabinati. 
I Massif erano lunghi 4720mm (passo 2768mm) per una larghezza di 1750mm ed un’altezza di 2050mm (escluso le tende Maggiolina che erano montate sopra il tetto), con un peso di 2065 kg (escluso il materiale tecnico montato successivamente), un passo di 2768mm e spinto da un motore FPT 3.0 HPI da 146Cv. Poteva trasportare fino a 5 persone, ma durante l’intera spedizione ogni Massif portava sempre 2 o 3 persone massimo, incluso il materiale tecnico e viveri.
I Daily erano lunghi 5432 mm (passo 3050mm) per una larghezza di 2056 mm ed un’altezza di 2580mm, con un peso di 5,5 T. (escluso il materiale tecnico montato successivamente), un passo di 3400 mm e spinto da un motore HPT da 3,0 litri e 176 CV. Poteva trasportare fino a 3 persone, ma durante l’intera spedizione ogni Daily portava sempre 2 persone, incluso il materiale tecnico e viveri.
Vennero scelti i seguenti nomi: 
- Iveco Massif n.1 	Città di Milano
- Iveco Massif n.2	Città di Torino
- Iveco Massif n.3 	Città di Roma
- Iveco Massif n.4	Città di Genova
- Iveco Daily n.1	Maud (la cabina posteriore era adibita a mensa dell’equipaggio ed alloggio)
- Iveco Daily n.2	Fram (la cabina posteriore era adibita a officina meccanica ed alloggio).

Fu scelto di chiamare gli Iveco Massif con i nomi delle città che in qualche modo si legavano alla Spedizione Oltre. Milano il luogo di partenza e sede dell’organizzazione, Torino dove i mezzi vennero costruiti, Roma perché rappresenta la capitale italiana e Genova in onore al più famoso esploratore italiano, Cristoforo Colombo, mentre per i 2 Iveco Daily vennero scelti i nomi di Fram e Maud, in onore delle due navi con cui Roald Amundsen esplorò sia l’Artide che l’Antartide. 

## I preparativi della spedizione

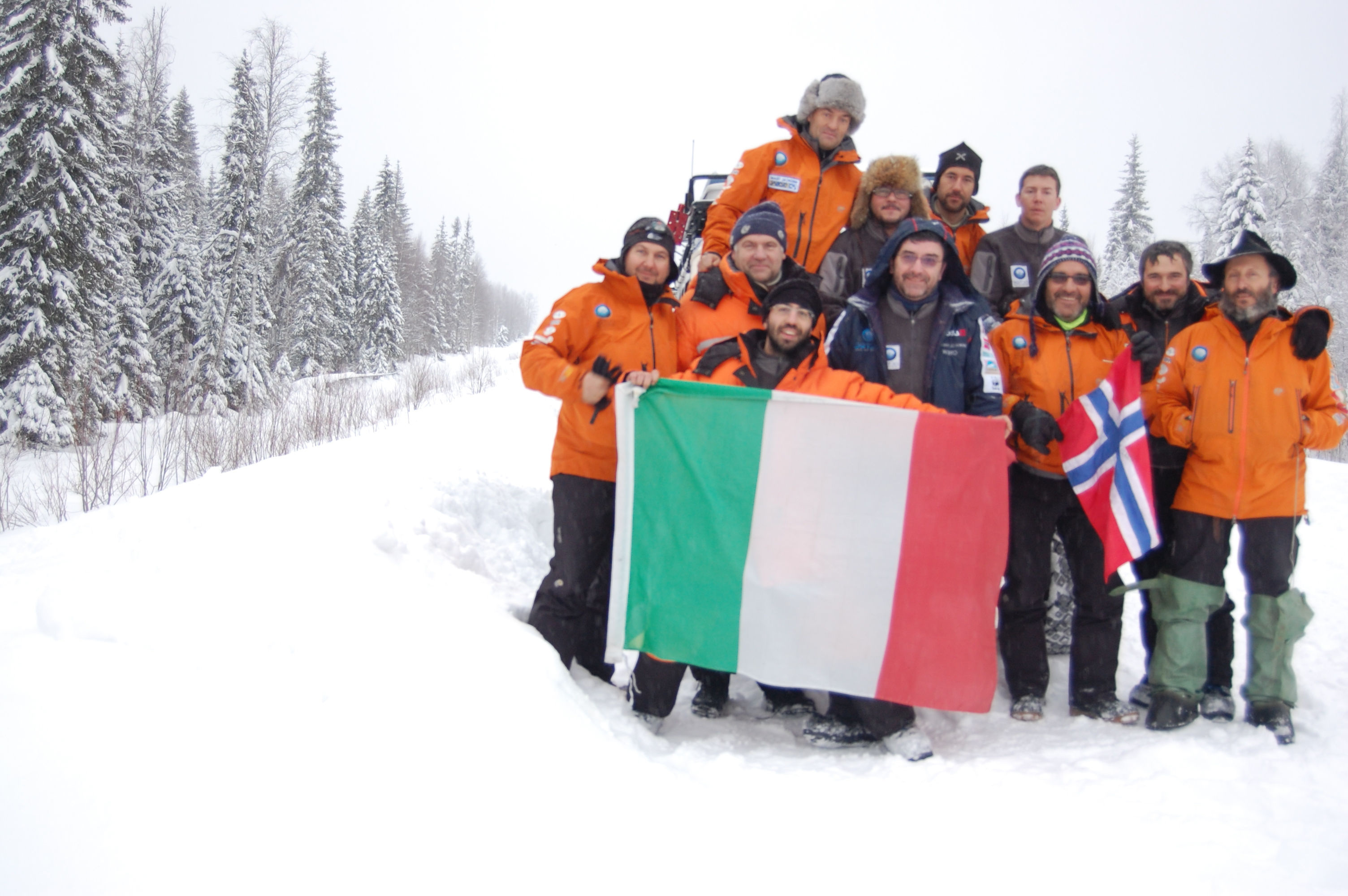
Equipaggio Oltre

Il 13 ottobre 2008 l’intero equipaggio si incontrò per la prima volta nella caserma degli Alpini di La Thuile, per iniziare la preparazione.
Il 15 novembre 2008 sul monte Cervino venne effettuata la seconda ed ultima preparazione dell’intero equipaggio e tutto lo staff organizzativo. 
Elenco equipaggio:
- Knut Petter Johannesen (Capo-spedizione)
- Gianni Maccagni (Vice-capo spedizione)Equipaggio
- Vincenzo Bertotonto
- Valdimiro Brezzi
- Giacomo Di Mulo
- Fabrizio Favara
- Luigi Ferrario
- Valter Gatti
- Carmine Latronico
- Manuel Marcomini
- Marco Preti
- Vito Robbiani
- Daniele Tonetta
- Enzo Totino
- Alessandro Valsasina
- Lanfranco Zanalda

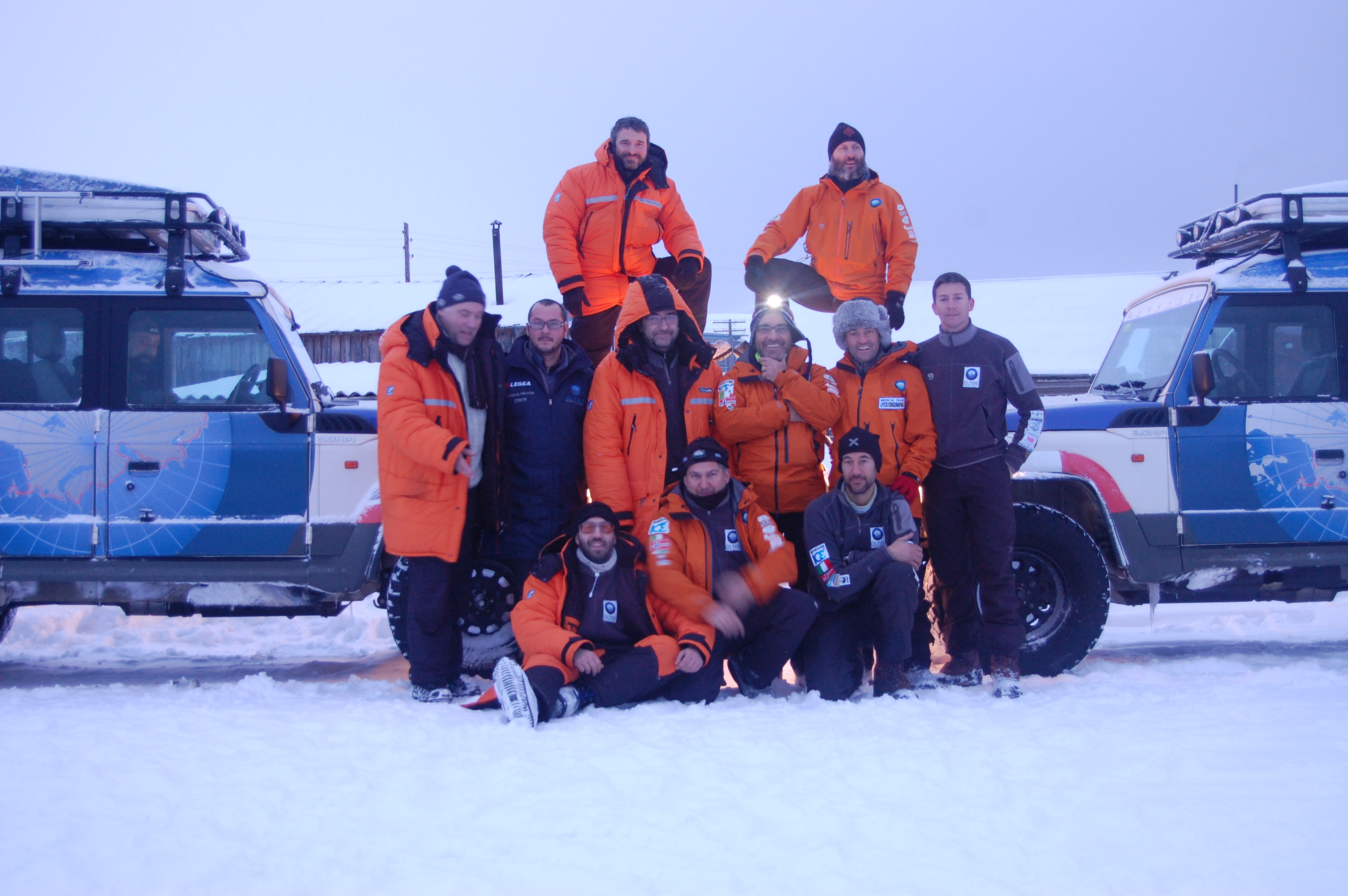
Equipaggio

- Patrick Farcoz (Esercito Italiano)
- Massimo Bussani (Esercito Italiano)
- Loris Buzzi (Esercito Italiano)
- Claudio Courthoud (Esercito Italiano)
- Riccardo De Vescovi (Esercito Italiano)
- Giancarlo Graziosi (Esercito Italiano)
- Roberto Guadagn (Esercito Italiano)
- Elio Sganga (Esercito Italiano)
- Ugo Vori (Esercito Italiano)
- Giacco Bellatorre (medico)
- Agnese Cattaneo (medico)
- Stefano Velli (medico)
- Maurizio Busetto (Cnr)
- Michael Goncharenko (Iveco Russia)
- Michael Glan
- Simone Bandini Buti (creattività)
- Chiara Abbate (creattività)
- Manfredi Pedone (creattività)
- Paola di Paola (creattività)

## Il piano
Dopo l’ultima preparazione sul monte Cervino e dopo aver conosciuto meglio l’intero equipaggio, Johannesen e Maccagni pianificarono gli ultimi dettagli della spedizione Oltre. 
Il piano prevedeva di suddividere l’intero equipaggio in 2 team che si sarebbero alternati durante la spedizione. Il primo team avrebbe avuto il compito di trasferire i mezzi da Milano a Capo Nord, il secondo team da Capo Nord in Norvegia, fino a Syktyvkar in Siberia per esser nuovamente sostituiti dal primo team che da Syktyvkar avrebbe proseguito fino a Salechard, ed infine il secondo team avrebbe concluso la spedizione effettuando il tragitto da Salechard a Uėlen sullo stretto di Bering.

## La partenza - primo equipaggio

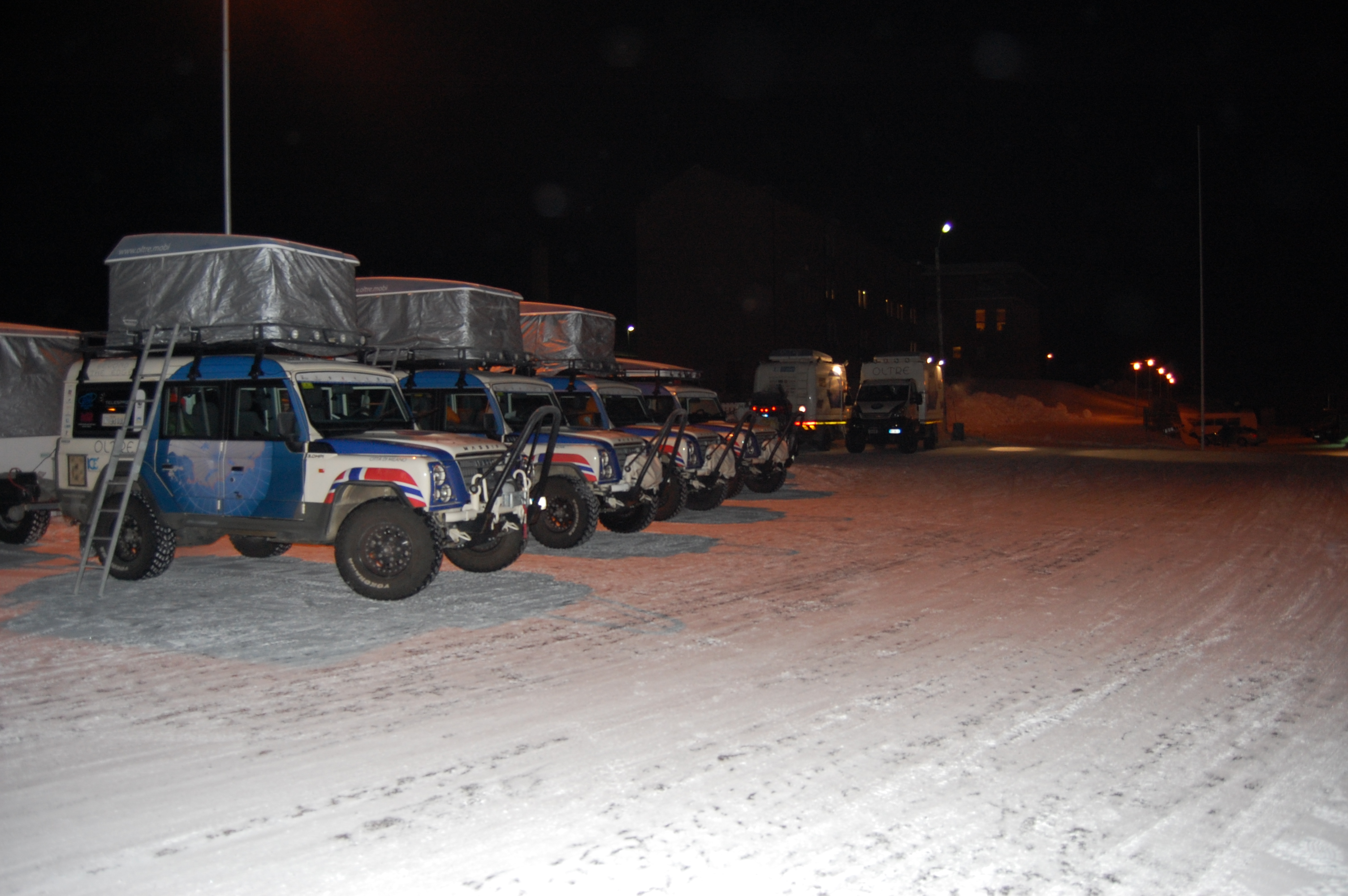
Campo base a Kirkenes

La partenza ufficiale della spedizione Oltre sarebbe dovuta avvenire nel mese di Novembre, ma diversi problemi ne ritardano l’avvio. Tra questi vi sono i carrelli dei mezzi, che sarebbero dovuti arrivare dal Canada (mai giunti e sostituiti all’ultimo con dei carrelli poco adatti ai luoghi in cui avrebbero dovuto operare) e le autorizzazioni da parte del Ministero Russo competente per poter entrare in Russia, giunte in forte ritardo.
Nonostante ciò, il pomeriggio dell’11 dicembre 2008 la spedizione Oltre parte da Milano ed effettua una prima sosta tecnica a Oslo, presso gli stabilimenti norvegesi della Iveco, per permettere all’equipaggio di apportare le ultime modifiche ai mezzi, prima di fare rotta verso Capo Nord.
Giunti a Capo Nord, vi sono ancora dei problemi con la documentazione per poter attraversare il confine russo, per cui Johannesen e Maccagni decidono di far rientrare in Italia l’intero primo equipaggio, ad eccezione di 3 elementi (Farcoz, Vori e Tonetta) che sarebbero rimasti a sorvegliare i mezzi della spedizione, parcheggiati temporaneamente ad Alta (Norvegia) a soli 500 km dal confine russo. 

## Secondo equipaggio

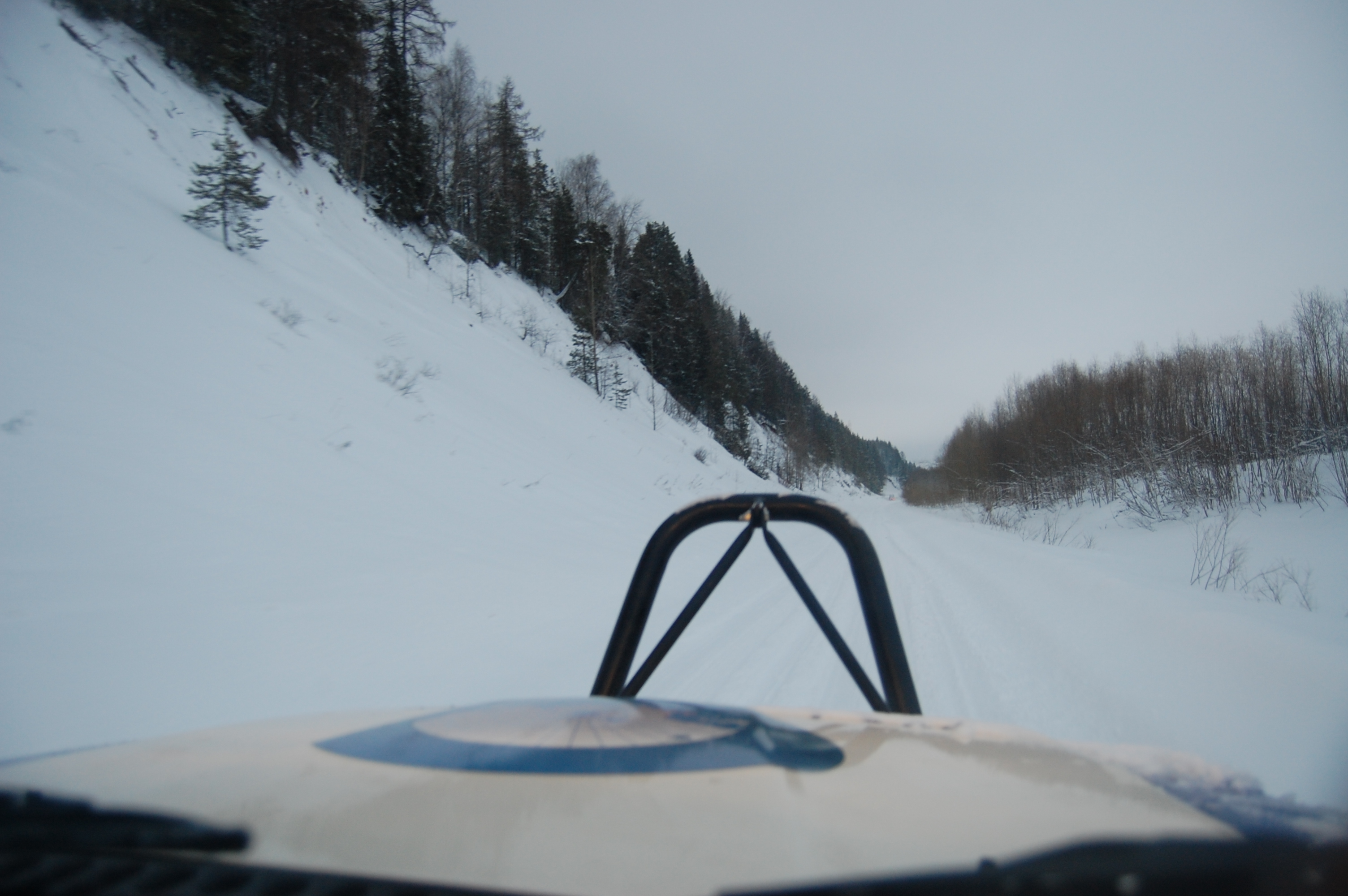
Attraversamento della taiga siberiana

Una volta ricevute tutte le autorizzazioni, il secondo equipaggio parte l’11 gennaio 2009 da Milano per Alta, ed il 12 gennaio la carovana di mezzi si rimette in movimento diretta al confine russo.
Viene effettuata una nuova sosta tecnica di alcuni giorni nella città di Murmansk, per effettuare ulteriori lavori di coibentatura dei mezzi e successivamente la spedizione riprende il suo viaggio. Il programma prevedeva di viaggiare su normali strade fino alla città di Mezen' in Siberia (con una sosta di qualche giorno presso la città di Arkhangelsk) e dopo Mezen' la spedizione avrebbe proseguito il suo viaggio in un territorio privo di strade e completamente disabitato, con l’intenzione di raggiungere il pack delle coste siberiane. Per poter fare ciò, era necessario un clima particolarmente rigido e freddo che avrebbe permesso gli attraversamenti sui fiumi ghiacciati in maggiore sicurezza ed una migliore guida dei mezzi sui terreni innevati, ma le temperature non particolarmente fredde in quel periodo (unico fattore che non poteva esser programmato), resero tutto difficile e dopo diversi tentativi, si decise di proseguire su delle winter-road (dopo esser stati autorizzati dalle autorità russe) e provare a puntare verso il pack prima o dopo l’attraversamento degli Urali. 
La spedizione Oltre quindi fece rotta, non senza difficoltà, verso Syktyvkar dove si era deciso di effettuare il 3 cambio d’equipaggio.

## Terzo equipaggio
Il 29 gennaio 2009 parte del primo equipaggio si ricongiunge alla spedizione Oltre per poter proseguire il viaggio, ma purtroppo i continui problemi tecnici non fanno percorrere più di 500 km e dopo un mese di tentativi, il 28 febbraio 2009 nei pressi della città di Pečora nella Repubblica dei Komi, la spedizione Oltre viene dichiarata ufficialmente fallita ed il suo team inizia il viaggio di ritorno verso l’Italia. 